# Эд-Даггара
Эд-Даггара (араб. الدغارة‎) — небольшой город на юге Ирака, расположенный на территории мухафазы Кадисия.

## Географическое положение
Город находится в северо-западной части мухафазы, на берегах реки Шатт-эд-Даггара (бассейн Евфрата), на высоте 23 метров над уровнем моря.

Эд-Даггара расположена на расстоянии приблизительно 12 километров к северу от Эд-Дивании, административного центра провинции и на расстоянии 130 километров к юго-юго-востоку (SSE) от Багдада, столицы страны.

## Население
На 2012 год население города составляло 7 525 человек.